# Eadhæd
Eadhæd est un prélat anglo-saxon de la fin du VIIe siècle. Il est brièvement évêque de Lindsey, puis évêque de Ripon, le seul de l'époque médiévale.

## Biographie
Compagnon de Chad de Mercie, Eadhæd est consacré évêque de Lindsey par l'archevêque de Cantorbéry Théodore de Tarse en 678 à York. Il est le premier évêque du Lindsey, une région qui relevait jusqu'alors de l'autorité de l'évêque des Merciens. La création de cet évêché reflète un changement de situation politique : le Lindsey est passé de l'orbite du royaume de Mercie à celle du royaume de Northumbrie quelques années plus tôt, en 674, après la victoire d'Ecgfrith de Northumbrie sur Wulfhere de Mercie.
L'année 678 est également celle où l'archevêque Théodore dépose l'évêque d'York Wilfrid et divise son vaste diocèse entre plusieurs sièges. Il nomme à leur tête d'anciens rivaux de Wilfrid : Bosa à York, Eata de Hexham à Hexham et Lindisfarne. La nomination d'Eadhæd s'inscrit ainsi dans une grande réforme ecclésiastique du Nord de l'Angleterre.
Peu après l'avènement d'Eadhæd, en 679, Ecgfrith est battu par le successeur de Wulfhere, Æthelred, à la bataille de la Trent. Le Lindsey repasse définitivement sous l'autorité de la Mercie et Eadhæd doit abandonner son évêché à une date inconnue. Il est transféré à Ripon, apparemment un nouveau siège créé spécialement pour lui en Northumbrie. Sa dernière mention dans les sources est comme témoin d'une charte en 685 dont l'authenticité est cependant remise en question.